# Super Bowl XLII
Match précédent Match suivant
Le Super Bowl XLII est la quarante-deuxième finale annuelle de la ligue nationale de football américain. Le match a eu lieu le 3 février 2008 au University of Phoenix Stadium de Glendale (Arizona) où sont domiciliés les Cardinals de l'Arizona.
Le Super Bowl XLII est remporté par les Giants de New York qui ont battu les Patriots de la Nouvelle-Angleterre.
Le MVP de la finale est Eli Manning, le quarterback des Giants, il succède à son frère Peyton Manning.
Après le Super Bowl XXX du 28 janvier 1996 au Sun Devil Stadium de Tempe, l'événement a eu lieu pour la deuxième fois en Arizona, mais en terrain couvert cette fois.

## Les équipes
Lors de la saison régulière 2007 de la NFL, les Patriots de la Nouvelle-Angleterre ont terminé en tête de la division AFC Est avec 16 victoires et aucune défaite. Ils ont battu les Jaguars de Jacksonville en playoffs de division puis les Chargers de San Diego en finale de conférence AFC. Ils ont ainsi réussi l'exploit de remporter 18 victoires en 18 rencontres avant la finale du Super Bowl. Tom Brady et Randy Moss ont terminé respectivement  meilleur passeur et meilleur receveur de passes de la NFL lors de la saison régulière,. Avant cette rencontre, les Patriots ont remporté trois fois le Super Bowl:  2001, 2003 et 2004. Outre la victoire du Super Bowl, l'enjeu pour les Patriots est la réalisation d'une saison parfaite avec 19 victoires en 19 rencontres. Seuls les Dolphins de Miami ont réussi un exploit comparable en 1972 (avec 17 victoires sur 17 rencontres).
Les Giants de New York ont fini deuxièmes de la division NFC Est avec dix victoires et six défaites. Ils ont battu les Buccaneers de Tampa Bay en tour de Wild Cards, puis les Cowboys de Dallas en playoffs de division et les Packers de Green Bay en finale de conférence NFC. Plaxico Burress a terminé 7e au classement des marqueurs de touchdowns lors de la saison régulière. Avant cette rencontre, les Giants ont remporté deux fois le Super Bowl, en 1986 et 1990, ils ont un bilan de 19 victoires contre 23 défaites contre les Patriots en playoffs.
Lors de la saison régulière 2007, les Patriots avaient battu les Giants à New York sur le score de 38 à 35.

## Évolution du score
| Quart-temps | 1 | 2 | 3 | 4  | Total |
| ----------- | - | - | - | -- | ----- |
| Patriots    | 0 | 7 | 0 | 7  | 14    |
| Giants      | 3 | 0 | 0 | 14 | 17    |

- 1er quart-temps
  - NYG - Field goal de Lawrence Tynes de 32 yards, 5:01. Giants 3-0
- 2e quart-temps
  - NE - Touchdown de Laurence Maroney sur une course de 1 yard (Transformation de Stephen Gostkowski), 14.57. New England 7-3
- 3e quart-temps
- 4e quart-temps
  - NYG - Touchdown de David Tyree sur une passe de 5 yards d'Eli Manning (Transformation de Lawrence Tynes), 11.10. Giants 10-7
  - NE - Touchdown de Randy Moss sur une passe de 6 yards de Tom Brady (Transformation de Stephen Gostkowski), 2.45. New England 14-10
  - NYG - Touchdown de Plaxico Burress sur une passe de 13 yards d'Eli Manning (Transformation de Lawrence Tynes), 0.39. Giants 17-14.

À la fin de la partie, le terrain est envahi par les photographes et les journalistes, alors qu'il reste une seconde au chronomètre. C'est une formalité pour l'attaque des Giants qui utilise cette seconde restante en posant le genou à terre après l'évacuation du terrain.

## Équipes de départ
| Giants                                | Position         | Patriots                             |
| ------------------------------------- | ---------------- | ------------------------------------ |
| Eli Manning                           | Quarterback      | Tom Brady                            |
| Brandon Jacobs                        | Running back     | Laurence Maroney                     |
| Plaxico Burress Amani Toomer          | Wide receiver    | Randy Moss Wes Welker                |
| Kevin Boss Michael Matthews           | Tight end        | Benjamin Watson Kyle Brady           |
| David Diehl (LT) Kareem McKenzie (RT) | Offensive tackle | Matt Light (LT) Nick Kaczur (RT)     |
| Rich Seubert (LG) Chris Snee (RG)     | Offensive guard  | Logan Mankins (LG) Stephen Neal (RG) |
| Shaun O'Hara                          | Centre           | Dan Koppen                           |

| Giants                                                           | Position         | Patriots                                                    |
| ---------------------------------------------------------------- | ---------------- | ----------------------------------------------------------- |
| Michael Strahan (LE) Osi Umenyiora (RE)                          | Defensive end    | Ty Warren (LE) Richard Seymour (LE)                         |
| Barry Cofield (LDT) Fred Robbins (RDT)                           | Defensive Tackle | Vince Wilfork (NT)                                          |
| Reggie Torbor (LOLB) Antonio Pierce (MLB) Kawika Mitchell (ROLB) | Linebacker       | Mike Vrabel (LOLB) Tedy Bruschi (MLB) Adalius Thomas (ROLB) |
| Aaron Ross Corey Webster                                         | Cornerback       | Brandon Meriweather Asante Samuel Ellis Hobbs               |
| James Butler (SS) Gibril Wilson (FS)                             | Safety           | Rodney Harrison (SS) James Sanders (FS)                     |

## Mi-temps
Pendant la mi-temps, la NFL diffuse une publicité mettant en vedette Chester Pitts et son coéquipier des Texans de Houston, Ephraim Salaam (en). Dans cette publicité, Pitts et Salaam se souviennent que Salaam avait découvert Pitts, « ce grand type », en train d'emballer des provisions dans un magasin près de l'université d'État de San Diego, qu'ils fréquentaient tous les deux. Pitts, un hautboïste dévoué qui n'avait jamais joué au football américain, est convaincu par Salaam de rejoindre l'équipe des Aztecs et réalise de si bonnes performances qu'il est sélectionné par les Texans de Houston au deuxième tour de la draft de la NFL en 2002, tandis que Salaam est choisi par les Falcons d'Atlanta au septième tour de la draft 1998 de la NFL. La musique de la publicité, avec un hautbois, le Concerto Brandebourgeois n°2 de Bach, est jouée par Pitts.